# 杉山 (市貝町)
杉山（すぎやま）は、栃木県芳賀郡市貝町の地名。

## 地理
市貝町中央部の一区域。小貝川と続谷川の合流点付近に当たる。地内には現在は山林となっている杉山城跡があり、城跡の南側には八幡宮が残る。地内に県道黒田市塙真岡線と県道杉山石末線が交差する地点があり、その周辺が杉山の中心部であり、町北部（旧小貝村）の中心部でもある。北で大谷津・続谷、東で田野辺、南で文谷、西で椎谷・芳賀町上稲毛田と接する。
明治初期にこの地域に伝わった杉山太々岩戸神楽は町の無形民俗文化財に指定され、毎年4月に舞を奉納している。

## 歴史
中世期に杉山城があった。那須七騎千本氏の支城とされているが、築城された明確な時期は不明で、薄根家継が築いたともいわれるが、薄根氏の詳細ともどもはっきりしたことは分かっていない。現在は土塁の跡などが残るのみである。
江戸期に芳賀郡の村となる。江戸期始めは那須衆千本氏・福原氏の相給、慶安より幕府領、元禄10年（1697年）より旗本領。寛政12年（1800年）には日光にて徳川家光の150回忌の法会が行われた際に、日光街道の交通量増加に伴い宇都宮宿の増助郷を命令されている。
1889年（明治22年）には町村制施行により杉山村は小貝村の大字となった。昭和以降、小貝郵便局・小貝村農協その他各種施設が設置され、旧小貝村の役場は北東の続谷に設置されていたものの杉山が小貝村の実質的な中心地であった。

### 沿革
- 1889年（明治22年）4月1日 - 町村制施行。杉山村は続谷村・文谷村・田野辺村・大谷津村・椎谷村・苅生田村・羽仏村・塩田村・見上村・竹ノ内村と合併し芳賀郡小貝村が成立。杉山村は小貝村大字杉山となる。
- 1954年（昭和29年）5月3日 - 小貝村が市羽村と合併し市貝村が発足。小貝村は廃止。小貝村大字杉山は市貝村大字杉山となる。
- 1972年（昭和47年）1月1日 - 市貝村が町制施行し市貝町へ移行。市貝村大字杉山は市貝町大字杉山となる。

## 世帯数と人口
2015年（平成27年）10月1日現在の世帯数と人口は以下の通りである。
| 大字 | 世帯数  | 人口  |
| ---- | ------- | ----- |
| 杉山 | 137世帯 | 404人 |

## 交通

### 鉄道
杉山に鉄道は通過していない。鉄道利用の際は最寄駅の真岡鐵道市塙駅、もしくは下記のデマンド交通を利用の上でJR宝積寺駅からの利用ができる。

### 道路
- 栃木県道163号黒田市塙真岡線：杉山地区の主要道路で、南北に通過する。北東は那須烏山市方面、南は市貝町役場・益子町方面へ向かう。
- 栃木県道176号杉山石末線：杉山の中心部で県道黒田市塙真岡線から分岐し北西方向の高根沢町方面へ向かう。

### 路線バス
杉山には県道黒田市塙真岡線上を走行する那須烏山市営バス（市貝町営と共同）の市塙黒田烏山線が乗り入れている。那須烏山市内のJR烏山駅方面および市貝町役場・市塙駅方面への便がある。1937年（昭和26年）に開業した国鉄バス市塙烏山線を起源とする。その後国鉄バスは廃止となり、その廃止代替路線として烏山町営バスに移行。その後烏山町の合併により町営バスが那須烏山市営バスとなって現在に至っている。2014年現在、1日5往復運行される。
また、2009年（平成21年）までは東野交通宇都宮杉山線が乗り入れ、県道黒田市塙真岡線と県道杉山石末線の交差点付近に東野交通の車庫があった。利用者数は少なく、末期は一日4往復のみの運転であった。現在はバス車庫に代わり、代替交通として高根沢町のデマンド交通システム「たんたん号」が運行されており、杉山から高根沢町方面への乗車ができる。

## 施設・寺社

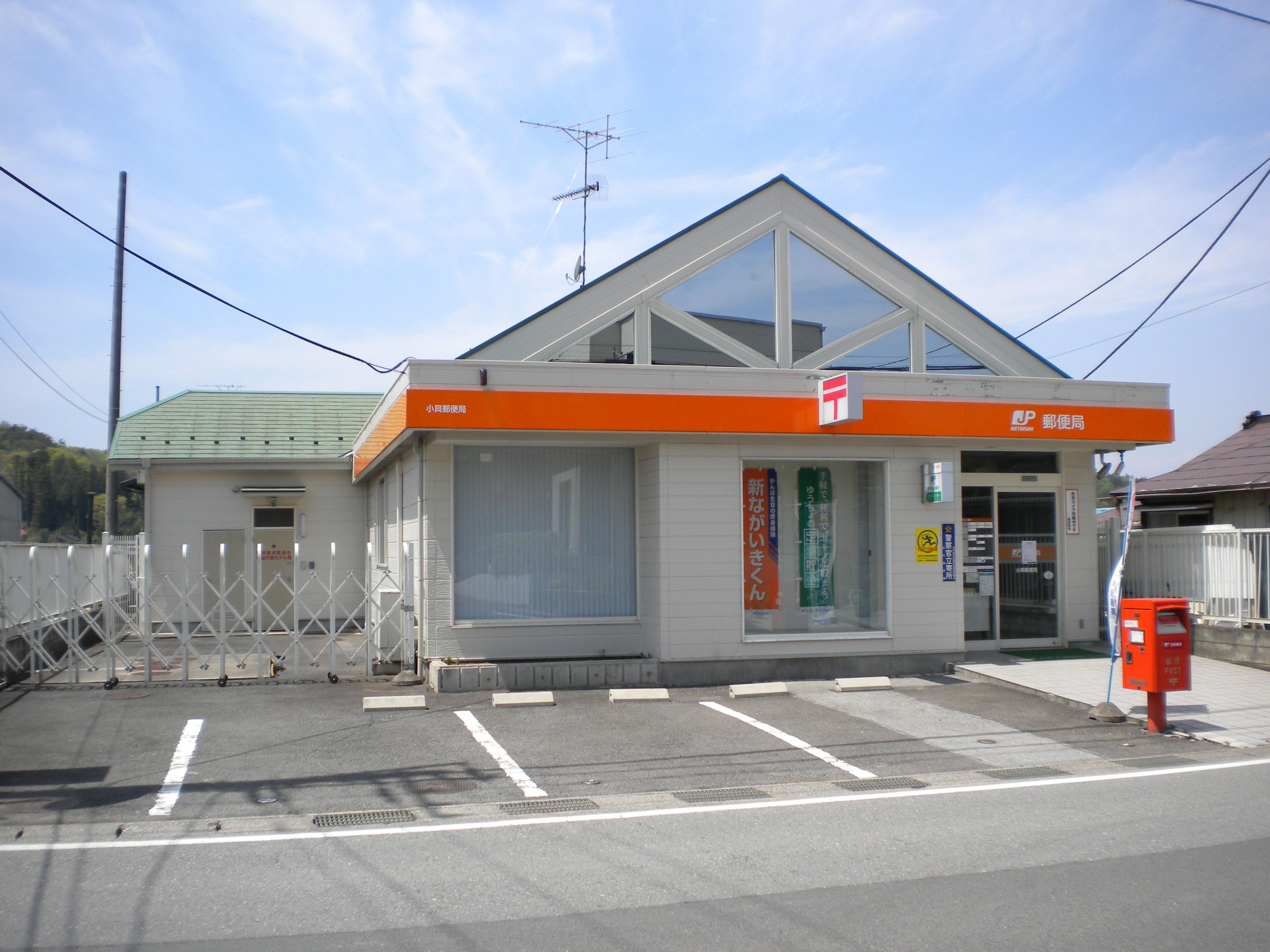
小貝郵便局

### 教育
- 市貝町立小貝小学校（一部敷地）
- 杉山保育所

### 公共施設
- 東公民館

### 郵便局・金融機関
- 小貝郵便局

### 寺社・史跡
- 杉山城跡
- 八幡宮